# TAG Heuer
TAG Heuer er en schweizisk virksomhed, der designer og fremstiller armbåndsure og mode-accessories.
Virksomheden blev grundlagt af Edouard Heuer i 1860 i byen St. Imier. Det første navn var "Uhrenmanufaktur Heuer AG". I 1985 købte TAG Group sig ind i selskabet, og det skiftede derefter navn til TAG Heuer. I 1999 overtog det franske luksusgode konglomerat LVMH (LVMH Moët Hennessy Louis Vuitton SE) næsten samtlige aktier i TAG Heuer.

## Motorsport
I 2016 gik TAG Heuer ind i et partnerskab med Formel 1-teamet Red Bull Racing. Som følge af partnerskabet skal Red Bull køre med TAG Heuer-mærkede motorenheder, produceret af Honda.
TAG-gruppen var også involveret i Formel 1 i 1980'erne, men da bare som TAG, med motorer leveret af Porsche.